# Motor-Roller
Motor-Roller — рок-группа из города Алма-Ата (Казахстан).

## История
Творческая биография коллектива началась в 1993 году. Основатель и бессменный лидер команды — Ильяс Аутов. Именно он является автором практически всех текстов и музыки коллектива. За годы существования в команде принимали участие различные музыканты. Группа записала 8 альбомов, выпустила более 20 клипов.
В 2004 году вышло анимированное видео на песню «От Бишкека до Алма-Аты».
В 2006 году был снят фильм «Хроника предсказанного сновидения» повествующий о работе группы над песней «Сновиденья». Автор проекта — британский художник Дину Ли, работающий в жанре video-art. На эту работу его вдохновил известный фильм Жана-Люка Годара о записи в студии группой The Rolling Stones песни Sympathy for the Devil. В 2007 году, фильм ротировался на круглосуточном общественном дисплее в центре Лондона (Selfridges and Marks & Spencers). Выходил в эфир на телеканале BBC, неоднократно демонстрировался на различных video-art выставках в Великобритании, в США и в Европе (University of North Texas Art Gallery, Kulturbunker Cologne, Victoria & Albert Museum (London, UK), Cornerhouse Gallery (Manchester, UK), SPACE Gallery (London, UK)).
В 2006 году Motor-Roller записывает с Владимиром Шахриным («Чайф») совместную композицию «Утро в деревне», на которую в том же году был снят клип режиссёром Богданом Дробязко, ротировавшийся на различных российских ТВ-каналах. В этом же году, Владимир Шахрин выпускает книгу «Открытые файлы», где упоминает Motor-Roller, описывая один из концертов зимнего фестиваля «Старый Новый Рок — 2005».
В 2009 году песня была включена в альбом «Свой/Чужой» группы «Чайф».
В 2009 году режиссёром А. Розановым был снят видеоклип на композицию «Песня о войне», вызвавший активный резонанс в Интернете.
В 2009 году был сочинен и записан саундтрек к первому казахстанскому анимационному сериалу «Болашак Тобы — Команда Будущего»
В 2010 году группа дала совместный концерт с культовой немецкой группой «Die Toten Hosen» в городе Алма-Ата (Казахстан).
В марте 2011 года команда выступила на одной сцене с группой «Чайф» на большом концерте в честь дня рождения казахстанской радиостанции «Tengri FM»:

«- Это единственная казахстанская команда, с которой мы плотно сотрудничаем. Ребята делают качественную музыку.» — В. Шахрин
Весной 2011 года режиссёром Тимуром Соловьёвым VJ МУЗ ТВ был снят видеоклип «Бумажный человек» на одноименную композицию из альбома 2010 года «Апоптоз». Официальная премьера состоялась осенью 2011 года.
В 2011 году вышла книга Сергея Лукьяненко «Пророк и сумрак», где в 3-й и 8-й главах цитируются тексты группы Motor-Roller. «Отрывок из неизвестного вестерна» и «О послушных мальчиках», альбом «Рекламаbad» 2007 год.
В декабре 2012 года, группа стала Лауреатом Первой Национально рок-премии Казахстана Tengri FM в номинации «За верность рок-н-роллу».
В январе 2013 года состоялся концертный тур группы в Россию, в рамках которого прошли выступления в прославленных рок-клубах «Альма-Матер» и «16 тонн» (Москва), «Цоколь» и «da: da» (Санкт-Петербург).
Весной 2013 года группа дала электро-акустический концерт в санкт-петербургском арт-салоне «Невский, 24» с программой «Песня о войне» и не только. Группу представил аудитории Анатолий Гуницкий, один из основателей группы Аквариум.
Весной 2013 года вышел видеоклип на композицию «Анна» из альбома 2010 года «Апоптоз». Режиссёром выступил А. Розанов, ранее уже работавший с коллективом. Официальная премьера прошла в сети Интернет в апреле 2013. Видеоклип вошел в ТОП-10 британского чарта на портале BEAT-100 Network, заняв по итогам голосования пятое место.
2 ноября 2013 года, в честь 20-летия группы в Алма-Ате состоялся сольный концерт, на котором музыканты презентовали новую программу «I ♥ Baranina».
В марте 2014 года состоялось европейское турне группы в Чехии и Германии. Выступления прошли в клубах Праги, Мюнхена, Франкфурта-на-Майне, Берлина и Кёльна.
1 апреля 2014 года состоялась премьера шестого студийного альбома группы «I ♥ Baranina». На официальном YouTube-канале группы в поддержку релиза представлены лирик-видео к некоторым трекам альбома.
21 июня 2016 года Акция памяти и скорби на Поклонной горе в Москве началась с показа клипа группы «Мотор-Роллер» на «Песню о войне» и с прямого телемоста с Алма-Атой, в котором принял участие и Ильяс Аутов с группой. На следующий день, 22 июня 2016 года в Алма-Ате, в парке им. 28 гвардейцев-панфиловцев, при участии «Бессмертного полка России» и общественной организации «Свеча памяти», был организован концерт-реквием «Давным-давно была война». На этом концерте группа «Мотор-Роллер» исполнила песни в творческом тандеме с народным артистом России Алексеем Петренко и заслуженным артистом Казахстана Владимиром Толоконниковым. В ходе этой акции в числе прочих Ильяс Аутов был награждён медалью имени Дважды Героя Советского Союза Талгата Бегельдинова. Удостоверение к медали было подписано лично лётчиком-космонавтом Алексеем Леоновым.
26 августа 2016 года состоялось награждение знаками отличия Русской Православной Церкви казахстанцев, внесших существенный вклад в увековечение памяти участников Великой Отечественной войны и пропаганду идеалов мира, добра и справедливости. В числе прочих была отмечена и группа «Мотор-Роллер». Ильяса Аутова наградили медалью «Алғыс» («Благодарность»). Остальным участникам коллектива вручили медали «Еңбек үшін» («За труды»). Награждение произвел Митрополит Астанайский и Казахстанский Александр.
1 октября 2016 года в Алма-Ате состоялся большой концерт Праздничного хора Валаамского монастыря. Вместе с хоровым коллективом на сцену вышли Алексей Петренко, Владимир Толоконников и рок-группа «Мотор-Роллер». Они совместно исполнили песни Ильяса Аутова в новой, необычной интерпретации.
16 ноября 2016 года Ильяса Аутова представили в России к медали имени Ивана Васильевича Панфилова — за стремление донести правду о подвиге земляков на подступах к Москве и за большой личный вклад в дело увековечивания памяти воинов, погибших при защите Отечества. Остальных музыкантов группы «Мотор-Роллер» наградили медалями «За заслуги»[уточнить]. 18 ноября 2016 года, в день гибели генерала Панфилова, в Доме армии «Мотор-Роллер» исполнил свою новую песню о тех трагичных и героических днях и о современном взгляде на них. На этом мероприятии Ильяс Аутов был награждён медалью «75 лет Панфиловской дивизии».
В конце 2016 года в Алма-Ате состоялись съёмки клипа на песню «Ты помнишь, брат, как это было» («Песня о советском детстве»). Режиссёр клипа Константин Харалампидис Кот-Оглы. Финал снимался в Москве, в Звёздном городке, в Центре подготовки космонавтов. В этом клипе народный артист России Алексей Петренко сыграл свою последнюю роль. Также в клипе снялись: космонавт Фёдор Юрчихин, Владимир Толоконников, Ерболат Тогузаков («Шал»), Андрей Кайков и другие.
2017 год — альбом группы «По самый рейхстаг» побывал на околоземной космической орбите. Там же, на МКС командиром 52-й экспедиции Фёдором Юрчихиным было снято несколько эпизодов для клипа «Песня про советское детство».
14 декабря 2017 года, Государственный Кремлёвский дворец — участие в концерте в честь 60-летия ВПК России.
В феврале 2017 года видеоклип на песню «Брестские крепости» победил в ежегодном всероссийском кинофестивале «Мое Отечество», в категории «Лучший анимационный фильм».
31 января 2019 — премьера мюзикла «Три дома окнами во двор», посвященного 25-летию группы.
12 апреля 2019 года, Государственный Кремлёвский дворец — участие в концерте, посвященном Дню космонавтики.
3 июля 2019 — Новополоцк (Республика Беларусь), концерт группы «Мотор-Роллер» на центральной площади. Акция посвящена 75-й годовщине освобождения Белоруссии от немецко-фашистских захватчиков.
23 августа 2019 года выступление на юбилейном фестивале К!nRock (Россия, Калининград).
5 и 6 октября 2019 — Алматы, четыре повторных показа мюзикла «Три дома окнами во двор», созданного к 25-летию группы (по два в день). Повтор мюзикла состоялся по многочисленным просьбам самих зрителей.

## Участие в фестивалях и конкурсах
В 2004, 2005, 2007 и 2011 годах команда была участником ежегодного международного фестиваля «Старый Новый Рок» и «На волне» (г. Екатеринбург, Россия).
В 2005 году Ильяс Аутов получил статус лучшего вокалиста фестиваля.
Композиции команды были включены в ежегодные CD-сборники фестиваля.
В том числе и в двойной СD «Старый Новый Рок, Антология» (2008) лучших композиций исполненных на фестивале за 10 лет существования.
В 2005 году команда участвовала в фестивале «Нашествие-130» (Казахстан, Алма-Ата, аэродром Байсерке).
В 2012 году группа открыла юбилейный фестиваль «Нашествие-2012» на сцене «ЧеStars» (Россия, Большое Завидово, Тверская область).
Весной 2013 года группа выступила на четырнадцатом международном фестивале Tusovka (Финляндия, Хельсинки).
29-30 августа 2014 года выступление на юбилейном фестивале К!nRock (Россия, Калининград).
26 июня 2015 года группа выступила на фестивале Rock-Line (Россия, Пермь)
23 августа 2019 года выступление на юбилейном фестивале К!nRock (Россия, Калининград).

## Песня о войне
В 2009 году был снят видеоклип на композицию «Песня о войне».
После его размещения в Интернете в 2010 году в течение первых двух суток количество просмотров превысило 150 000.
В июне того же года, «Песня о войне» победила во всероссийском межрегиональном мультимедийном конкурсе «Одна на всех», посвященном 65-летию Великой Победы.
«Комсомольская правда», «Аргументы и Факты» десятки локальных газет в РФ и СНГ написали материалы о песне и её авторе.
На интернет-портале AIF.RU была переведена online-конференция с Ильясом Аутовым.
Появились переводы песни на казахский, украинский, английский и немецкий языки, выполненные слушателями по собственной инициативе.
Песню исполнили различные самодеятельные хоры, так же выложившие своё видео в онлайн.
Это видео ротировалось каналом «Муз ТВ» накануне 65-летия Победы. А песня попала в эфир «Радио Шансон».
В 2012 году видео «Песня о войне» было опубликовано на сайте интернет-журнала Сретенского Монастыря, в разделе «Культура».

## Упоминания в литературе
- C. Лукьяненко в книге «Пророк и сумрак» (2011) использует тексты песен группы Motor-Roller в 3 и 8 главах.
- В. Шахрин («Чайф») в книге «Открытые файлы» (2006) упоминает группу Motor-Roller в главе «Doc 12.doc».
- C. Лукьяненко в книге «Новый дозор»

## Текущий состав
| |  |  |  |  |
| Текущий состав, слева направо: Ильяс Аутов (лидер-вокалист, гитара), Алесандр Будько (гитара, бэк-вокал), Семен Палванов (клавиши, бэк-вокал), Артём Пыльнов (барабаны), Станислав Частухин (бас-гитара), |  |  |  |  |

## Видеография
1. «Брестские крепости» (2015) youtube.com
2. «Анна» (2013) youtube.com
3. «Бумажный человек» (2011) youtube.com
4. Промовидео клипа «Бумажный человек» (2011) youtube.com
5. Проморолик альбома «Апоптоз» (2010) youtube.com
6. «Песня о войне» (2010) youtube.com
7. «Chronicle of a Dream Foretold» (2007, реж. Dinu Li) youtube.com
8. «О послушных мальчиках» (2007) youtube.com
9. «Рекламабад» (2007) youtube.com
10. «Утро в деревне» (2006) youtube.com
11. «Chinzano» (2005) youtube.com
12. «От Бишкека до Алма-Аты» (2004)youtube.com
13. «Китайский царь» (2003) youtube.com
14. «Самолет» (2003) youtube.com
15. «Ты помнишь, брат, как это было» («Песня о советском детстве») (2018) https://www.youtube.com/watch?v=kjNAONYFaNs
16. «Сталинград» (2018) https://www.youtube.com/watch?v=6oeDzBS5d88

## Дискография
- «Сидя на глобусе» (альбом, 1999)
- «Любовь весом 150 кг» (CD, 2003)
- «Рекламаbad» (CD, 2007)
- «Апоптоз» (CD, 2010)[18]
- «Music For The Scorpion» (CD, 2013)
- «I ♥ Baranina» (CD, 2014)